# Scooby-Doo and the Alien Invaders
Scooby-Doo and the Alien Invaders is een Amerikaanse animatiefilm, en de derde film in een reeks van direct-naar-video-films gebaseerd op de Scooby-Doo series. De film kwam uit op 3 oktober 2000, en werd geproduceerd door Hanna-Barbera Cartoons. De regie was in handen van Jim Stenstrum.

## Verhaal
Het verhaal begint met Mystery Inc die in hun Mystery Machine door een woestijnstadje rijden. Een zandstorm steekt op en Shaggy slaat per ongeluk verkeerd af. Wanneer hij een UFO meent te zien verliest Shaggy de macht over het stuur en de groep verdwaalt in de buitenwijken van de stad. Terwijl Scooby en Shaggy bij de wagen blijven, gaat de rest van de groep in een café de weg vragen.
Opeens komen Shaggy en Scooby in paniek ook het café binnen gerend, bewerend dat ze een buitenaards wezen hebben gezien. Een oude man genaamd Lester beweert ooit ontvoerd te zijn geweest door aliens, en is derhalve de enige in het café die Scooby en Shaggy serieus neemt. Hij beweert tevens foto’s te hebben van zijn ontvoering, dus gaat de groep mee naar Lester’s huis. De foto’s blijken gewoon schilderijen te zijn. Wel laat Lester de groep bij hem overnachten.
Scooby en Shaggy brengen de nacht door op het dak van Lester’s huis, en worden ontvoerd door een UFO. Na een worsteling aan boord van het schip, worden de twee midden in de woestijn achtergelaten. Ze worden de volgende dag gewekt door een hippie fotografe genaamd Crystal, en haar golden retriever genaamd Amber. Scooby en Shaggy worden meteen verliefd op dit duo.
Ondertussen ontmoeten Velma, Fred, en Daphne de crew van SALF: the Search for Alien Life Forms. Velma is achterdochtig omdat de SALF medewerkers opgedroogde modder aan hun laarzen hebben. Ze neemt de groep mee naar een ravijn waar volgens haar een rivier moet zijn. Het ravijn staat droog, maar de groep vindt er wel mijnspullen en een goudmijn. Dan duiken de SALF medewerkers op en nemen het trio gevangen. Ze verklaren dat ze de goudmijn ooit per toeval hebben gevonden, maar dit geheim besloten te houden omdat de mijn zich op overheidsgrond bevindt. Zij zaten tevens achter de ontvoering van Shaggy en Scooby. De UFO die ze gebruikten was niets meer dan een omgebouwde helikopter.
Uiteindelijk slagen Scooby en Shaggy erin het trio te bevrijden met behulp van Crystal en Amber. Aan het eind van de film wacht Scooby en Shaggy een onaangename verrassing: Crystal en Amber zijn in werkelijkheid echte aliens. De UFO die Shaggy aan het begin van de film zag was van Crystal.

## Rolverdeling
| Acteur                   | Personage                 |
| ------------------------ | ------------------------- |
| Scott Innes              | Scooby-Doo, Shaggy Rogers |
| Frank Welker             | Fred Jones                |
| Mary Kay Bergman         | Daphne Blake              |
| B.J. Ward                | Velma Dinkley             |
| Jeff Bennett             | Lester                    |
| Candi Milo               | Crystal                   |
| Mark Hamill              | Steve                     |
| Audrey Wasilewski        | Laura                     |
| Kevin Michael Richardson | Max                       |
| Jennifer Hale            | Dottie                    |
| Neil Ross                | Sergio                    |

## Prijzen/nominaties
In 2001 werd “Scooby-Doo and the Alien Invaders” genomineerd voor twee prijzen, waarvan hij er 1 won:
- Gewonnen: De Annie Award voor “Outstanding Individual Achievement for Music Score an Animated Feature Production”
- Enkel genomineerd: De Golden Reel Award voor “Best Sound Editing - Direct to Video - Sound Editorial”.

## Trivia
- Wanneer Shaggy en Crystal met elkaar staan te praten, verteld Shaggy haar over hun ontmoeting met de spookheks uit de vorige film.
- Jennifer Love Hewitt zong het nummer Scooby Doo, Where Are You? voor de film.
- Een van de mensen in het café werd al eerder gezien in de vorige film.
- Dit is de laatste Scooby-Doo productie waarin Mary Kay Bergman de stem van Daphne deed. Ze werd opgevolgd door Grey DeLisle.